# Darreh Nakhī
Darreh Nakhī (persiska: دَرِّه ناخی, دَرِّۀ ناخی, دَرِّه ناخِه, درّه نخی, Darreh Nākhī) är en ort i Iran.   Den ligger i provinsen Kurdistan, i den nordvästra delen av landet, 500 km väster om huvudstaden Teheran. Darreh Nakhī ligger 1 271 meter över havet och antalet invånare är 529.
Terrängen runt Darreh Nakhī är huvudsakligen kuperad, men söderut är den bergig.Runt Darreh Nakhī är det ganska tätbefolkat, med 60 invånare per kvadratkilometer. Närmaste större samhälle är Marivan, 15,9 km norr om Darreh Nakhī. Trakten runt Darreh Nakhī består till största delen av jordbruksmark.